# Paloma Coquant
Paloma Coquant est une actrice française née le 24 août 1989. Elle a également présenté l'émission cinéma de Canal + : À propos du film.

## Biographie
Elle chante depuis ses dix ans. Elle participe à l'émission de télé-crochet Nouvelle Star saison 5, mais abandonne sous la pression durant la dernière phase avant les primes,. Choisissant de se lancer dans une carrière d’artiste, elle débute comme comédienne dans un premier court-métrage, puis est retenue dans la distribution de trois séries en 2015 : Scènes de ménages, un épisode de Section de recherches et Loin de chez nous, suivi en 2016 de Munch,. Elle obtient aussi des rôles au cinéma dès 2015 dans Vicky Banjo et Mademoiselle France pleure, puis à parir de 2016, Rock N’ Roll et Jour J. Elle anime en parallèle l'émission À propos du film sur Canal +.
Elle a été en couple avec Guillaume Sanchez, candidat de la huitième saison de Top Chef. Ensemble, ils ont un petit garçon né le 31 octobre 2019 et prénommé Viggo. Néanmoins, ils seraient séparés depuis 2021.

## Filmographie

### Cinéma

#### Courts métrages
- 2015 : La Toile inconnue de Nelson Castro
- 2017 : Hédi et Sarah de Yohan Manca

#### Longs métrages
- 2015 : Vicky de Denis Imbert
- 2016 : Mademoiselle France pleure de Vijay Singh
- 2016 : Rock'n Roll de Guillaume Canet
- 2016 : Jour J de Reem Kherici
- 2016 : Otages à Entebbe de José Padilha
- 2017 : Santa et Cie de Alain Chabat :  la barmaid de Rungis
- 2018 : Love Addict de Frank Bellocq : Cécile, la fille du début
- 2024 : À l’ancienne de Hervé Mimran : Maud

### Télévision
- 2015 : Scènes de ménages de Francis Duquet
- 2015 : Section de recherches d'Éric Le Roux (épisode Saut de l'ange)
- 2015 : Loin de chez nous de Fred Scotlande
- 2016 : Adieu, mon soldat indien ![8] documentaire de Vijay Singh
- 2016 - 2021 : Munch de Gabriel Julien-Laferrière et Nicolas Guicheteau : Clarisse
- 2021 : Les Mystères de l'école de gendarmerie de Lorenzo Gabriele : Clémentine
- 2021 : Astrid et Raphaëlle de Alexandre de Seguins et Laurent Burtin : Chléo Vitrac (épisode Le livre)
- 2023 : Les Invisibles : Sandra (saison 3, épisode 5 Stardust)

### Clip
2016 : Anwar - Let's Get Along

## Émissions de télévision
- Depuis 2016 : À propos du film sur Canal +